# 王建 (成化進士)
王建（1436年—？），字成中，江西南昌府進賢縣人，軍籍，明朝政治人物。

## 生平
早年出身縣學生，成化十三年（1477年）丁酉科江西鄉試第二十二名。成化十四年（1478年）聯捷戊戌科會試第一百七十名，殿試登進士第三甲第十一名。授龍游縣知縣，官至應山縣知縣。

## 家族
曾祖父王天麒。祖父王仕恭。父亲王子謨。永感下。娶萬氏，继娶黄氏、孚氏。